# ديف غاردنر
ديف غاردنر (بالإنجليزية: Dave Gardner)‏ (31 مارس 1873 بغلاسكو في المملكة المتحدة - 5 نوفمبر 1931) هو لاعب كرة قدم بريطاني (وحمل سابقاً جنسية المملكة المتحدة لبريطانيا العظمى وأيرلندا) في مركز الظهير. شارك مع منتخب اسكتلندا لكرة القدم. أما مع النوادي، فقد لعب مع غريمسبي تاون ونيوكاسل يونايتد ووست هام يونايتد وCroydon Common F.C. ‏ ونادي لانارك الثالث.

## وصلات خارجية
- ديف غاردنر على موقع قاعدة بيانات كرة القدم.إي يو (الإنجليزية)